# Foot 2 rue
 (octobre 2024).
- Si vous ne connaissez pas le sujet, laissez ce bandeau (vous pouvez alors contacter les auteurs).
- Si vous supprimez le contenu mis en cause (vous pouvez préalablement contacter les auteurs),

argumentez précisément cette suppression dans la page de discussion
(un manque de référence n'est pas un argument ; une recherche réelle de référence doit avoir été effectuée, être formellement documentée).
Foot 2 rue extrême
Foot 2 Rue est une série d'animation franco-italienne en 104 épisodes de 21 à 24 minutes, créée par Marco Beretta et Serge Rosenzweig et diffusée entre le 31 décembre 2005 et le 10 juillet 2010 sur France 3 dans les émissions France Truc, Toowam et Ludo.
En Italie, elle est diffusée dès le 24 novembre 2005 sur Rai 2. Inspirée du livre La Compagnie des Célestins de Stefano Benni, la série est par la suite rediffusée dès le 3 juin 2006 sur Gulli, à partir du 26 mai 2012 sur Cartoon Network, puis sur France Ô et France 4.
Après trois saisons, un reboot en animation 3D, intitulé Foot 2 rue extrême, est diffusé entre 2014 et 2015. Finalement, en juillet 2019, il est annoncé qu'une quatrième saison, similaire aux précédentes, composée de vingt-six épisodes de vingt-deux minutes est en production,. Centrée sur le personnage de Petit Dragon, le petit protégé de Tag,  qui devra créer une nouvelle équipe composée de lui-même, Bianca, Assaad, Kani et Franck. La série est diffusée le 4 février 2022 sur la plateforme Okoo et France.tv en avant-première. Une cinquième saison est annoncée pour 2025. Le premier épisode est disponible depuis le  11 juillet 2025 sur la plateforme Okoo. 

## Synopsis

### Saison 1
Éloïse, Tag, Gabriel, Tek et No surnommés les TekNo (Tarek et Nordine) composent l'équipe des « Bleus de Port-Marie ». Ils organisent dans leur ville la première Coupe du monde de Foot 2 Rue. Pour réaliser leur rêve, ils doivent surmonter de nombreux obstacles, notamment le sentiment de méfiance de certains habitants à l'égard de ce sport qu'ils considèrent comme dangereux.

### Saison 2
Bien qu'étant devenus les champions du monde de Foot 2 Rue, les Bleus ne sont plus que trois car les TekNo sont partis pour l'Olympique (ils reviendront dans les épisodes 13, 19 et 26 ainsi que dans la saison 3). Deux nouveaux joueurs, Jérémy et Samira, font leur apparition et intègrent les Bleus qui vont mettre en jeu leur titre de champion du monde dans un nouveau mondial avec de nouvelles équipes à leur hauteur. L'équipe se compose d'Éloïse, Tag, Gabriel, Jérémy et Samira.

### Saison 3
La phase finale du deuxième mondial se poursuit mais les Bleus font face à de rudes épreuves pour rester soudés. Tag fait également une rencontre qui va changer sa vie. L'équipe se compose d'Éloïse, Tag, Gabriel, Tek, No, Jérémy et Samira.

### Saison 4
Petit Dragon et sa nouvelle équipe participent aux qualifications pour le prochain mondial de Foot 2 Rue face à Jérémy l'ancien Bleu désormais au FC Golmetti.

### Saison 5
Jérémy réintègre les Bleus après son départ de son équipe précédente, le FC Golmetti. Assaad (parti de l'équipe dans l'épisode final de la saison 4 après avoir retrouvé ses parents)  et Tag  reviennent en tant qu'assistant pour aider Fédé lors du mondial de foot 2 rue à cru perdre sa place chez les Bleus.

## Fiche technique
- Titre français : Foot 2 rue
- Titre italien : La compagnia dei Celestini (saison 1), Street Football (saisons 2 et 3)
- Création : Marco Beretta et Serge Rosenzweig
- Réalisation : Stéphane Roux (saisons 1 et 2) et Bruno Bligoux
- Musique : Fabrizio Sirotti, Nicolas Nocchi (saison 4), Franck Hedin (saison 4) et Nathalie Loriot (saison 4)
- Montage : Samy Dehili, David Aliet (saison 4), Stéphanie Jans (saison 4) et Benjamin Schrepf (saison 4)
- Production : Philippe Alessandri (saisons 1 à 3), Giorgio Welter, Benoît Di Sabatino (saison 4), Cécile Sady (saison 4) et Massimo Carrier Ragazzi (saison 4)
  - Coproduction : Pierluigi de Mas (saisons 2 et 3), Steven Ching (saisons 2 et 3) et Elisabetta Levorato (saisons 2 et 3)
- Sociétés de production : Télé Images Kids (saisons 1 à 3), De Mas & Partners (saisons 1 à 3), Agogo Media (saison 1), Studios SEK (saison 2)[11],  Zodiak Kids Studio France (saison 4), Monello Productions (saison 4) et Maga Animation (saison 4), avec la participation de France 3 (saisons 1 à 3), Rai Fiction (saisons 1 à 3), France Télévisions (saison 4), Rai Ragazzi (it) (saison 4) et Canal J (saison 4), avec le soutien de la Centre national de la cinématographie, Programme MEDIA de l'Union Européenne (saison 1), ACSE (saisons 2 et 3), Région Nouvelle-Aquitaine (saison 4), Département de la Charente (saison 4), Pôle Image Magelis (saison 4), PROCIREP - Société des Producteurs (saison 4), ANGOA (saison 4), en association avec Cofinova (saisons 1 et 2)
- Société de distribution : Télé Images International (saisons 1 à 3)
- Pays d'origine :  France et  Italie[12]
- Genre : football
- Durée : 23 minutes

## Distribution

### Personnages principaux
- Hervé Grull : Sébastien Ariás di Soler Tagano, dit « Tag » (saisons 1 à 5)
- Christelle Reboul : Éloïse Riffler / Petit Dragon (saisons 1 à 3)
  - Emmylou Homs : Petit Dragon (saison 4)
- Pascale Chemin : Tarek et Nordine Zaïm, dits « les TekNo » / Victoire Malotra (saisons 1 à 3)
- Arthur Pestel : Gabriel N'Douala (saisons 1 à 3)
- Yann Le Madic : Jérémy Weber (saisons 2 à 5)
- Alicia Fleury : Samira Ziaoui (saisons 2 et 3)
- Taric Mehani : Requin

### Personnages secondaires

#### Saisons 1 à 3
- Thierry Kazazian : Chrono
- Philippe Bozo : Ben / Luis Ornando, dit «Fédé» / Peter Stone / Fred Kinsky, dit «Le Pourave» (saison 3) / divers personnages
- Alain Choquet : Roger Maroni
- Éric Missoffe : Comte Riffler (grand-père d'Éloïse) / Comte Riffler junior (père d'Éloïse)
- Françoise Escobar : Mme Riffler (mère d'Éloïse)
- Olivier Korol : M. Albert
- Martial Le Minoux : l'agent Émiliano Pradet / divers personnages
- Gilbert Lévy : Gilbert Malotra (père de Victoire)
- Maria Tamar : Mme Adélaïde, dite «La Zelle»
- Claudine Grémy : Cartoon
- Susan Sindberg : Coud'Boule
- Pauline de Meurville : Pablo, Dimi et Soundouss
- Brigitte Aubry

#### Saisons 4 - 5
- Oscar Douieb : Assâad
- Maryne Bertieaux : Bianca
- Benjamin Pascal : Golmetti
- Marie Nonnenmacher : Jessica / Kan / Mme Wong
- Cédric Lemaire : Frank et son père
- Lionel Cecilio : Steven
- Benoît Du Pac : Shooters

Studio de post-production : Chinkel (saisons 1-3) puis Studio Maia (saison 4)
Direction artistique : Gilbert Lévy (saisons 1-3) puis Benoît Du Pac (saison 4)
 Sources et légende : version française (VF) sur RS Doublage et Planète Jeunesse

## Univers de la série

### Lieu de la série
Foot 2 rue se déroule à Port-Marie, une ville imaginaire située entre la mer et les montagnes qui ressemble aux villes du Sud de la France, en particulier à Marseille. En effet, dans le dernier épisode de la saison 1, une carte du monde dévoile que le point de départ est Marseille. Lors de la saison 2, les Bleus vont aider des équipes de foot de rue dans plusieurs pays comme le Brésil, le Sénégal, la Tunisie, le Pôle Nord ou encore la Chine.

### Personnages principaux
Les Bleus de Port-Marie est l'équipe principale de la série. Elle est fondée par Éloïse, Tag, Gabriel, Tek et No sur une idée de Requin. Elle se nomme l'équipe de l'Institut Riffler, car ses membres sont tous élèves de l'institut, sauf Éloïse qui fait partie de la famille Riffler. L'équipe prendra le nom de "Bleus" en vue du Mondial de Foot de Rue. À la saison 2, deux nouveaux personnages font leur entrée dans l'équipe : Jérémy et Samira. Les TekNo étant à l'Olympique de Port-Marie, ce sont eux qui les remplacent. À la saison 3, l'équipe retrouve tous ses membres. À partir de la saison 4, l'équipe se voit totalement refaite. En effet, Petit Dragon décide de fonder son équipe composée de lui-même, Franck, Bianca, Assaad et Kani. Il appellera cette dernière l'équipe des Bleus en hommage à l'ancienne équipe qui était composée d'Éloïse, Tag, Gabriel, Tek, No, Jérémy et Samira. Plus tard, Jérémy étant le seul des anciens Bleus à être resté à Riffler, deviendra l’entraineur de la nouvelle équipe des Bleus de Petit Dragon.

#### Sébastien Arias Soler "Tag" Tagano
Capitaine des Bleus de Port Marie, il est orphelin de mère et le fils d'un révolutionnaire d'Argentine, qu'il rencontre pour la première fois à la fin de la saison 3, dans l'épisode 25 L'esprit vainqueur pendant le match contre les Gauchos de Buenos Aires et qu'il rejoint lors de l'épisode 26 Les bleus pour toujours. Après sa naissance, il a été emmené en Europe pour sa sécurité, précisément à l'institut Riffler, dirigé par Mlle Adélaïde, une connaissance des parents de Tag. Il y rencontre les frères jumeaux Tek et No ainsi que Gabriel et avec eux, il découvre son habileté au football. Sa première rencontre avec le Foot de rue arrive quand deux amis de Requin, Coud'Boule et Cartoon, le défient par un match de football pour leur donner une chance de regagner le ballon qu'ils ont volé à leur « ami » Tony. Le pari est interrompu par l'arrivée de l'agent Pradet, et recommence le lendemain. Pendant le match, Tony prend peur et s'enfuit. À ce moment arrive Éloïse. Dans un premier temps, Tag déteste Éloïse, mais il tombe bientôt amoureux d'elle. Avec la nouvelle équipe, Tag gagne le Tournoi du Port et les qualifications au premier mondial de Foot de rue, organisé par l'ex-footballeur Luis Ornando et les autres équipes de Port-Marie. Malgré la difficulté, il apporte la victoire aux Bleus. Pendant la deuxième saison, les TekNo quittent l'institut pour rejoindre l'équipe de l'Olympique de Port-Marie, et sont remplacés par Jérémy et Samira. Tag et son équipe gagnent une nouvelle fois les qualifications pour le mondial et dans la troisième saison arrive le deuxième mondial, mais il ne jouera pas la finale, choisissant finalement de retourner en Amérique du Sud avec son père. La nuit avant son départ, il donne son premier baiser à Éloïse. Tag a un caractère sportif et généreux, mais aussi solitaire et orgueilleux, et il est souvent en proie à la jalousie, comme quand Zanghezino flirte avec Éloïse et qu'il pense qu’elle est tombée amoureuse de celui-ci. Il montre qu'il peut faire preuve de bonté lorsqu'il souhaite laisser partir Ben et Tony après qu'ils ont tenté de le faire passer pour l'agresseur d'Ali. Il est aussi très nostalgique et il est très estimé par P'tit Dragon, le fils de madame Wong, professeure de musique à l'institut Riffler. Seule Mlle Adélaïde l'appelle Sébastien, tous les autres l'appellent Tag, le diminutif de son nom de famille Tagano que l'on découvre dans l'épisode 16 de la saison 1. C'est l'agent Pradet qui le prononce en voyant une médaille de foot à son nom. Mlle Adélaïde finit par l'appeler Tag jusqu'à ce qu'elle révèle l'identité de son père à la fin de la saison 3. Absent lors de la saison 4, Tag fera son retour dans la saison 5.

#### Éloïse Riffler
Éloïse est une fille très gentille, douce, sensible. Elle est la gardienne du but de l'équipe des Bleus de l'institut Riffler à partir du deuxième épisode de la première saison (le premier gardien des Bleus ayant été Tony). Héritière de la dynastie Riffler. Elle a une vie aisée, mais vit avec des parents peu attentionnés. Elle passe beaucoup de temps avec sa grand-mère, muette au début de la saison 1 mais Éloïse partage pourtant avec elle beaucoup de ce qu'elle a dans le cœur et elles se comprennent parfaitement. À l'école primaire, elle rencontre Victoire Malotra. Elles deviennent bientôt des amies inséparables, mais lorsque Éloïse changea d'école, Victoire ressentit ce départ comme une trahison et commence à la haïr. Éloïse a rencontré les Bleus pendant le match contre les Requins du Port (qui leur ont appris le Foot de rue) et elle devient la nouvelle gardienne de but. Étant une fille, elle fut d'abord méprisée par Tag mais celui-ci l'accepta ensuite à contrecœur dans l'équipe après que leur ancien gardien Tony les aurait laissé tomber peu après l'arrivée de l'agent Pradet. Éloïse et Sébastien tombèrent plus tard amoureux l'un de l'autre avec lequel elle aura quelquefois des rapports difficiles. Dans la deuxième saison, elle devient la meilleure amie de la nouvelle arrivante Samira et sa relation avec Tag se renforce. Dans la partie centrale et finale de la saison, elle revoit Victoire. Celle-ci, décidée à se venger d'elle et de Tag l'ayant refusé dans l'équipe auparavant car elle a un style de jeu inapproprié aux Bleus. Éloïse fut frappée violemment avec un ballon par Victoire pendant un match de finale contre les Diables Noirs. Victoire fut immédiatement sanctionnée d'un carton rouge après cela.

#### Tarek et Nordine Zaim (les «TekNo»)
Deux jeunes frères jumeaux attaquants qui jouent dans l'équipe des Bleus de Port-Marie dans les première et troisième saisons. On les appelle par leurs anagrammes, Tek pour Tarek et No pour Nordine, ce qui a donné naissance à leur surnom, les frères TekNo. Étant jumeaux, personne ne peut les différencier (à part eux), ce qui énervera Tek (dans le début de la Saison 3), qui décidera alors de se teindre les cheveux en blond pour qu'on puisse les différencier. Ils sont les fils aînés d'une famille nombreuse de 11 enfants, leurs parents sont donc débordés et ne peuvent pas les garder la semaine. Ils restent donc à l'institut Riffler la semaine et les dimanches où leurs parents ne peuvent pas les garder. Ils arrivent à l'institut Riffler peu après l'arrivée de Tag. Ils se révèlent être de fantastiques footballeurs, experts dans des coups acrobatiques (comme la terrible « Tour Eiffel » ou encore leur fameuse « Botte secrète »). Ils découvrent le Foot de rue après le match contre les Requins du Port et ils créent et remportent le premier mondial de Foot de rue. Dans la deuxième saison, ils quittent les Bleus pour aller à l'Olympique de Port-Marie, ils joueront 3 matchs avec les Bleus (un contre l'Olympique et deux contre les Diables Noirs de Victoire). Durant le deuxième mondial, dans l'épisode 18 de la troisième saison Teknique de drague, Tarek tombera amoureux de Liraz, joueuse de l'équipe des Pharaons du Nil. Ils quitteront définitivement les Bleus après la finale du deuxième mondial, No pour aller à l'Olympique et Tek pour aller au Royal Club of London, un club d'Angleterre qui avait besoin d'un joueur comme Tek. Tek et No sont deux frères sportifs et inséparables.

#### Gabriel N'Douala
Défenseur et tacticien de talent dans l'équipe des Bleus de Port-Marie, c'est le meilleur ami de Tag. Ses parents travaillent en tant que médecins en Inde et au Sénégal, il arrive donc en France à l'institut Riffler peu après les frères TekNo et il se révèle être un excellent étudiant et footballeur. Il est très intelligent, amical, ouvert d'esprit et sensible. Dans la première saison, il tombe amoureux d'Éloïse, mais il découvrira bientôt qu'elle est amoureuse de Tag et mettra ses sentiments de côté en faisant tout pour soutenir son meilleur ami. Dans la deuxième saison, il tombe amoureux de Fatou, capitaine des Saï-Saï, après l'avoir aidée à gagner le match de qualifications contre les Lions de Ouakam. À la fin de la troisième saison, il passa un test d'affectation dans un lycée d'excellence et quittera Port-Marie pour le lycée Charlemagne à Paris afin d'y poursuivre ses rêves d'études.

#### Jérémy Weber
Jérémy est un garçon tendre et généreux. Il rejoint l'équipe des Bleus de Port-Marie au début de la deuxième saison, tout comme Samira qui deviendra sa petite amie par la suite. Il est très comique, farceur et légèrement têtu. Son caractère de clown exaspère les Bleus autant qu'il les amuse. Il se rendit à l'institut Riffler qui est, selon Mademoiselle Adélaïde, "sa dernière chance" après une série de renvois dans 8 écoles. S'il la rate, il ira tout droit en maison de redressement. Il est quand-même capable de travailler d'arrache-pied pour arriver à ses fins s'il le souhaite. Il faisait partie des Skyrunners avant son arrivée à Riffler, des as de l'urbanball. Chez les Skyrunners, Jérémy avait une petite amie qu'il quittera pour Samira. Jérémy a un demi-frère : Ben, qui joue au Foot de rue dans le village de Montchâteau. Il réapparaît dans la saison 4 de Foot 2 Rue en tant que capitaine du FC Golmetti. Bien qu'il ne fasse plus partie des Bleus, il reste toujours aussi proche de cette équipe et, en particulier, de Petit Dragon qu'il soutient. Cependant, vers la moitié de la saison, Jérémy commence à être déçu par le FC Golmetti après avoir découvert que le manager a tenté de truquer un match en faveur de l'équipe. Après que le manager l'ait fait à nouveau avec succès plus tard malgré les avertissements de Jérémy et sa promesse précédente de ne plus recommencer, et parvient à convaincre le reste de l'équipe que la victoire est tout ce qui compte, Jérémy quitte le FC Golmetti par dégoût et retourne au Bleus servant le reste de la saison à la fois comme entraîneur et plus tard comme joueur de réserve après le départ d'Assâad pour la finale qu'il gagnera face au FC Golmetti.

#### Samira Ziaoui
Fille dynamique et douée, elle joue dans l'équipe des Bleus de Port-Marie à partir de la saison 2 et fut la deuxième fille de l'équipe, recrutée par Tag après sa démonstration impressionnante de ses talents de joueuse. Elle fut alors à capuche pour ne pas être jugée lors des recrutements par son sexe car elle est une fille. Tag ne pensait pas intégrer une fille dans l'équipe, mais son talent sur le terrain lui a prouvé le contraire. Samira vit dans une cité voisine de Port-Marie et Éloïse est sa meilleure amie. Elle garde toujours le sourire dans n'importe quelle situation mais a un très fort caractère et ne se laisse jamais marcher sur les pieds (surtout par un garçon). Elle est une très bonne attaquante, et c'est grâce à son tir magistral et décisif que les Bleus gagnent contre les Diables Noirs et qu'ils se qualifient pour le deuxième mondial. Au cours de la saison 3, Samira développe des sentiments envers Jérémy ce qui est réciproque.

#### Petit Dragon
Petit Dragon, de son vrai nom Raphaël, est un garçon de l'institut Riffler étant apparu à partir de la saison 1 et qui est ensuite devenu le personnage principal à partir de la saison 4. Il admire Tag et souhaite devenir un grand joueur comme lui. Il joue donc de temps en temps avec ses camarades. Petit Dragon avec ses camarades ont, dans un épisode de la saison 3, battu Les Bleus pendant un match d'entraînement sous les yeux de leurs prochains adversaires. À la fin de la saison 3, il fait partie de l'équipe que Victoire entraîne pour remplacer Les Bleus pour la finale. Il n'a que 11 ans dans la saison 4 mais déjà est très doué au foot et souhaite créer une équipe de foot de rue mais personne ne veut de lui car il est "trop petit" alors il décide de monter avec l'aide de son amie Bianca une équipe dont il sera le capitaine et la nomma "Les Bleus" en hommage à l'ancienne équipe de Tag. Avec l’aide de Bianca, de Franck, de Kani et de Assaad, il participe au nouveau championnat de foot de rue de Port-Marie. Il est un peu têtu, hautain et mauvais joueur à certains moments mais est un capitaine courageux et déterminé. Sa mère, Mme Wong, est une enseignante de musique à l'institut Riffler.

#### Bianca
Joueuse de l'équipe des Bleus de Petit Dragon. Bianca est très sensible et attentionné mais aussi très gentille. Elle a aussi un léger comportement encore enfantin pour ses 11 ans. Elle a une peluche qu'elle nomme "Zazou" avec qui elle se confie avant de dormir la nuit dans sa chambre. Elle est l'amie de Kani et est très proche de Petit Dragon. Bianca est orpheline mais s'est faite adoptée dans un épisode de la saison 4 par Mme Wong, la mère de Petit Dragon, pour éviter d'être adoptée par une autre famille d'accueil et ainsi quitter l'institut Riffler, ses amis et le foot de rue.

#### Franck
Le nouveau gardien de but des Bleus dans la saison 4. Il a la particularité de jouer dans les buts avec un gant de baseball car c'est une autre de ses passions. Son père, pendant une bonne partie de la saison, refuse qu'il puisse jouer au foot mais souhaite plutôt qu'il s'occupe de son restaurant. Franck réussira avec sa mère à le convaincre de le laisser jouer de sa passion.

#### Kani
Joueuse dans l'équipe des Bleus de Petit Dragon. Elle est très susceptible et capricieuse et se met facilement en colère. Kani est très douée en frappe et est l'amie de Bianca. Elle a dû quitter son collège d'origine pour étudier et vivre à l'institut Riffler lorsque ses parents s'installèrent en campagne auxquels elle reproche de l'avoir "abandonnée" au début de la saison 4. Ses anciennes amies de son ancien collège ont été déçues par son départ. Elles sont des joueuses de l'équipe Double X et la méprisent.

#### Assâad
C'est le joueur le plus rapide des Bleus. Il est un immigré ayant fait naufrage d'une embarcation. Il fut séparé de sa famille et se retrouva à Riffler. Vers la fin de la saison, il retrouve sa famille et sera remplacé en finale par Jérémy face au FC Golmetti. Dans la saison 5, Assad revient à Port-Marie pour les vacances pour participer au mondial après avoir déménagé à Londres avec sa famille. Il fait partie de l'équipe des enfants du monde. 

### Personnages secondaires

#### Requin
Requin est le capitaine des Requins du Port et le fondateur du Foot de rue à Port-Marie. Ami des Bleus, sa connaissance de Port-Marie et de tous ses raccourcis les a souvent aidés. Lui et son équipe vivaient dans un orphelinat dont ils se sont échappés et vivent maintenant au port dans l'ancienne usine à sardines. Il aide également Fédé à gérer le deuxième mondial de Foot de rue dans les saisons 2 et 3. Son équipe est composée de Coud'boule, Cartoon, Marteau et Pouss'mousse. Il est aussi l'arbitre de la plupart des matchs. Dans la saison 4, Requin semble avoir souffert du départ de tag et des autres bleus, Requin est plus renfermé mais toujours là pour arbitrer.

#### Chrono
Chrono doit son surnom à l'instrument qu'il porte en permanence autour de son cou : un chronomètre. Il est le gardien de l'institut Riffler et sait écouter les élèves. Dans sa jeunesse, il a repéré Fédé et l'a entraîné. Il est très protecteur envers les enfants. Il a toujours été du côté des Bleus, c'est même lui qui contacte Fédé avec Mlle Adélaïde pour permettre aux Bleus de réaliser leur rêve : réaliser le premier mondial de Foot de Rue.

#### Fédé
Footballeur professionnel, il remporta 3 coupes du monde de football, il est toujours de bon conseil et il est le président du Foot de rue. Enfant, il rencontra Chrono qui devint son entraîneur. Adulte, il fonda l'association « Enfants du monde » et fit la connaissance de Mlle Adélaïde, directrice de l'institut Riffler. Il est certainement de nationalité espagnole ou d'Amérique latine, car Maroni le désigne comme un étranger et tente de l'expulser du pays, Absent lors de la saison 4, Fédé fera son retour dans la saison 5.

#### Roger Maroni
Il est le maire de Port-Marie et le principal ennemi du Foot de rue lors de la saison 1. Travaillant comme concessionnaire et ancien pensionnaire de l'Institut Riffler, il a, dans sa jeunesse, volé la camionnette que la famille Riffler avait offert à Adélaïde pour l'Institut. Adélaïde est la seule à pouvoir lui tenir tête et à l'appeler par son prénom. Il donne à la police municipale l'ordre de traquer impitoyablement tous les joueurs. Il va même jusqu'à attaquer l'institut Riffler. Maroni est méprisant, opiniâtre et fourbe, il aurait été prêt à organiser le mondial, mais Fédé a refusé que la télévision et des sponsors interviennent. Il a arrêté toutes ses machinations dans la saison 2, profitant de la victoire des Bleus au mondial et des réussites de la nouvelle équipe locale, les Diables Noirs. Dans la saison 3, il aida Fédé à organiser le deuxième mondial à Port-Marie et fit tout ce qui est en son pouvoir pour protéger les enfants des ennemis du Foot de rue. Dans la saison 5, il n'est plus maire, il est remplacé par Enzo Golmetti. 

#### Agent Emiliano Pradet
Il travaille à la police municipale de Port-Marie. Obéissant aux ordres du maire, c'est un ennemi total du Foot de rue dans la saison 1, ce qui n'est plus le cas dans la saison 2. Dans celle-ci, il aide d'ailleurs plusieurs fois les bleus comme par exemple dans l'épisode 12 de la saison 3 où il aide Tag à retrouver Éloïse, kidnappée. Il est aussi très maladroit.

#### MlleAdélaïde, dite «La Zelle»
Directrice de l'institut Riffler jusqu’à l’épisode 13 de la saison 4, elle est très stricte, mais également juste et protectrice envers ses élèves. On découvre dans l'épisode Les Dragons de Shanghai (saison 1, épisode 21) qu'elle est au courant pour le mondial de foot de rue et Les Bleus mais dans l'avant-dernier épisode, on découvre qu'elle est au courant depuis le début et que c'est en réalité elle qui, avec Chrono, a contacté Fédé pour organiser le Mondial afin d'exaucer les rêves de ses pensionnaires. Elle était une amie de la mère de Sébastien et l'a accueilli à l'institut sous la demande de sa mère peu avant que celle-ci se fasse tuer. Elle présenta à Sébastien son vrai père sorti de prison à la fin de la saison 3.
Mlle Adélaïde quittera dans la saison 4 à la suite de sa retraite et sera remplacée par M. Arnold.

#### M.Arnold
Nouveau directeur de l'Institut Riffler qui succède à Mlle Adélaïde dans la saison 4 à la suite de sa retraite. Il est sévère et autoritaire envers les pensionnaires de l'internat. Au début, il déteste le foot de rue mais après avoir assisté à un match des Bleus contre les Corinthiens, élèves de l'Institut du Parc de son collègue D'Alembert qui apprécie ce sport, il change progressivement d'opinion et se met à parier des restaurants avec D'Alembert.

#### Ben
Il est capitaine au Foot de rue dans l'équipe des Fantômes de la Cité. Ben a la peau très pâle, les yeux bleus, des cheveux blonds et une cicatrice sur l'œil gauche. Arrogant, hautain et très sûr de lui, prêt à tout pour gagner, jaloux de la nouvelle équipe des Bleus, il sera l'ennemi juré des héros au début de la saison 1. En réalité, il a toujours voulu faire du football pour oublier qu'il était rejeté, et avec Tony, voulait intégrer l'Olympique de Port-Marie. Pour cela, il a tout fait pour saboter le Mondial de Foot de Rue et est même allé jusqu'à tout faire pour que l'institut Riffler ferme en le sabotant le jour de l'inspection pour rendre service au maire Roger Maroni en espérant sa reconnaissance et une place dans l'Olympique. Ben vit dans un appartement avec un père chômeur qui va souvent au bar et une mère femme au foyer qui hurle toujours après son mari. Lorsqu'il remplace Gabriel lors du match de demi-finale contre les Wallabies, il est hué et méprisé par tout le monde, sauf Tag. Les frères TekNo l'insultent et refusent de jouer après qu'il leur ait passé le ballon. Agacé, Ben décide de partir, car il ne peut pas jouer avec autant de mauvaise volonté. Tag réprimande violemment son équipe et soutient Ben ; il fait comprendre à tous qu'ils ont tout, une famille, des amis, des équipes et que Ben n'a rien. Après la plaidoirie de Tag, les mentalités changent : Éloïse s'excuse auprès de Ben et les TekNo reconnaissent qu'ils ont été nuls. Le match reprend et la coopération entre Ben et les TekNo permet de marquer deux buts. Lorsque Gabriel est de retour, Ben lui laisse la place, car c'est lui qui va jouer en finale. Tous les spectateurs, participants au Mondial comme supporters de la ville, applaudissent Ben. Son père l'a vu jouer, il le remercie et lui jure qu'il va trouver un travail. Tag et Ben sont désormais amis et Ben le considère comme le meilleur capitaine.

#### Victoire Malotra,Vic
Victoire est une jeune fille métisse qui souhaite intégrer les Bleus lors de sa première apparition. Très intelligente et travailleuse, elle est aussi très rapide, agile, sportive et ses talents au foot de rue n'ont d'égal que son égoïsme et son machiavélisme. Victoire est la fille du directeur du collège Saint-Xavier, un établissement privé pour enfants snobs de familles riches. C'est justement dans cet établissement qu'elle rencontre Éloïse, laquelle est populaire et amie avec tout le monde, ce qui n'est pas le cas de Victoire, plus ou moins rejetée par tout le monde à l'exception d'Éloïse qui était alors sa seule amie. Quand Éloïse change d'école, Victoire se sent trahie et se jure de se venger. Elle sera la principale antagoniste dans la saison 2 où elle sera à la tête des Diables Noirs. Elle sera prête à tout pour écarter les Bleus du deuxième mondial en multipliant les coups tordus contre eux. Néanmoins, son équipe perdra lors de la finale des qualifications face aux Bleus. Durant ce match, elle se fera même exclure par Fédé pour jeu jugé dangereux après une reprise de volée sur un ballon repoussé par Éloïse, Victoire ne cherchera pas à marquer le but, mais uniquement à allumer de près la gardienne des Bleus en lui tirant la balle en pleine figure. À partir de la saison 3, elle joue pour les Dauphins d'Océanie pour continuer à affronter les Bleus. Plus tard, elle rencontre le père de Tag. La discussion qui s'ensuit ainsi que le récit de son histoire touchent profondément Victoire et lui font prendre conscience des vraies valeurs humaines. Elle dénonce les Dauphins pour tricherie, entraînant leur disqualification. Désormais, elle veut aider les Bleus à remporter le deuxième mondial en entraînant la nouvelle génération des Bleus. Elle devient l'entraîneuse de Petit Dragon dans le dernier épisode de la saison 3.

#### Steven
Pensionnaire de l'institut Riffler dans la saison 4. Il est un excellent élève, fayot et, souvent, rapporte particulièrement Les Bleus et Jérémy Weber à La Zelle ou à M. Arnold, le nouveau directeur. Il est moqueur et est détesté par Les Bleus. Il dit "détester le football" et "adorer les mathématiques". Il s'avèrera à la fin de la saison 4 qu'il était également Jack, le capitaine masqué de l'équipe des Psychopathes où il est violent et malhonnête.

#### MmeWong
Elle est la mère de Petit Dragon et enseignante de musique à l'institut Riffler. Lors de la Saison 4, quand Petit Dragon prend la relève des Bleus, elle soutient l'équipe de son fils, et les aide dans les moments difficiles. Elles est également pleine de bons conseils. Elle est très proche de Bianca et finira par adopter cette dernière.

#### Marco Fernandez
C'est un jeune homme  brésilien d'environ 17 ou 18 ans élancé portant un pantalon bleu foncé et une veste courte et brune. C'est un ami de Zangezinho, il est aussi le chef d'un gang de jeunes voleurs extrêmement craint dans les favelas de Rio, après avoir volé le sac de madame Riffler, lui et son gang ils croisent Tag et Jeremy. Ils les ont aidés à rejoindre le terrain d'entraînement des Meninos. Tag et Jeremy expliquent à Marco tout ce que Madame Riffler a fait pour le père de Zangezinho poussant ainsi Marco à rendre le sac à madame Riffler. Il devient ainsi l'ami des bleus ainsi que leur protecteur dans les favelas.

## Produits dérivés

### DVD
| Intitulé du coffret                     | Nombre d'épisodes | Support | Dates de sortie   | Éditeur                         | Distributeur                     |
| --------------------------------------- | ----------------- | ------- | ----------------- | ------------------------------- | -------------------------------- |
| Foot 2 rue - L'intégrale de la saison 1 | 26                | DVD     | 13 décembre 2006  | France Télévisions Distribution | France Télévisions Distribution  |
| Foot 2 rue - Saison 2, volume 1         | 10                | DVD     | 19 mars 2008      | France Télévisions Distribution | Sony Pictures Home Entertainment |
| Foot 2 rue - Saison 2, volume 2         | 10                | DVD     | 10 septembre 2008 | France Télévisions Distribution | Sony Pictures Home Entertainment |
| Foot 2 rue - L'intégrale de la saison 2 | 26                | DVD     | 8 octobre 2008    | France Télévisions Distribution | France Télévisions Distribution  |
| Foot 2 rue - Saison 3, volume 1         | 8                 | DVD     | 7 avril 2010      | France Télévisions Distribution | Sony Pictures Home Entertainment |
| Foot 2 rue - Saison 3, volume 2         | 8                 | DVD     | 8 septembre 2010  | France Télévisions Distribution | Sony Pictures Home Entertainment |
| Foot 2 rue - Saison 3, volume 3         | 8                 | DVD     | 2 février 2011    | France Télévisions Distribution | Sony Pictures Home Entertainment |

### Films
Peu de temps après la diffusion de la première saison, un long métrage est commercialisé en DVD,. Sobrement intitulé Foot 2 rue, le film, il est majoritairement composé de séquences issues des derniers épisodes de la saison et sort le 7 juin 2006. Un second film, nommé Foot 2 rue, le film : Voyage avec Nico, compile les épisodes 19 et 20 de la troisième saison à l'occasion de l'apparition du footballeur Nicolas Anelka dans la série. Sorti le 2 juin 2010, le DVD propose également en bonus les premières planches du tome quatorze de la bande dessinée tirée de la série.

### Jeux vidéo
Foot 2 rue donne naissance à trois jeux vidéo sortis entre 2008 et 2010.
Le premier, sobrement intitulé Foot 2 rue, est développé par Otaboo et édité par Deep Silver sur Nintendo DS. Sorti le 30 mai 2008, il s'agit d'une compilation de mini-jeux et de phases de plates-formes afin de mener l'équipe des Bleus à la Coupe du monde,.
Le second, nommé Foot 2 rue : Nicolas Anelka, est à nouveau développé par Otaboo pour la version DS tandis qu'une version Wii est développée par Dehongames. Éditées par Deep Silver, l'histoire prend place durant la seconde saison où l'intrigue du jeu est menée par le footballeur Nicolas Anelka. La version DS reprend les mêmes modes de jeu que le précédent titre, tandis que la version Wii propose uniquement quelques entraînements et un match dans un environnement et des personnages en 3D,. La version console sort le 12 novembre 2009 et la version portable le 26 novembre 2009.
Le troisième et dernier est un jeu en ligne intitulé Foot 2 rue : Bâtis ta légende ! et édité par France Télévisions. Sorti le 19 juin 2010 à l'occasion de la Coupe du monde, via le site Monludo.fr, il permet de créer sa propre équipe et d'affronter celle d'autres joueurs ou l'intelligence artificielle du jeu, et de faire des courses-poursuite. 20 000 joueurs sont inscrits dès la première semaine de sortie du jeu, un bon démarrage selon France Télévisions.

### Romans
Hachette Jeunesse, dans sa collection Bibliothèque verte, commercialise entre 2006 et 2012 trente-cinq romans dédiés à la série. Trois supplémentaires sont écrits en même temps afin de raconter l'enfance des personnages principaux.

#### Série principale
| - Tome 1 : Duel au vieux port, paru le 8 février 2006 ; - Tome 2 : Goal surprise, également paru le 8 février 2006 ; - Tome 3 : Mise à l'épreuve, paru le 19 avril 2006 ; - Tome 4 : L'Amitié d'un capitaine, paru le 14 juin 2006 ; - Tome 5 : Le Lion d'Afrique, paru le 18 octobre 2006 ; - Tome 6 : Les Tigres de papier, paru le 8 novembre 2006 ; - Tome 7 : Naissance d'un rêve, paru le 7 février 2007 ; - Tome 8 : Les Diablesses du Bronx, paru le 11 avril 2007 ; - Tome 9 : Romance Brésilienne, paru le 30 mai 2007 ; - Tome 10 : Carton rouge, paru le 27 juin 2007 ; - Tome 11 : Stars d'un match, paru le 5 septembre 2007 ; - Tome 12 : Piégés !, paru le 3 octobre 2007 ; - Tome 13 : Arrêt de jeu, paru le 31 octobre 2007 ; - Tome 14 : Pacte avec le diable, paru le 29 décembre 2007 ; - Tome 15 : La Finale, paru le 6 février 2008 ; - Tome 16 : Remise en jeu, paru le 5 mars 2008 ; - Tome 17 : Les Rois de la jongle, paru le 14 mars 2008 ; - Tome 18 : Contrôlé positif !, également paru le 14 mars 2008 ; | - Tome 19 : Les Irréductibles, paru le 19 novembre 2008 ; - Tome 20 : Trahison, paru le 4 février 2009 ; - Tome 21 : La Rivale, paru le 1er avril 2009 ; - Tome 22 : Les Serpents d'Asie, paru le 6 mai 2009 ; - Tome 23 : Match retour, paru le 12 août 2009 ; - Tome 24 : Dérapage, paru le 30 septembre 2009 ; - Tome 25 : Jeu dangereux, paru le 4 novembre 2009 ; - Tome 26 : Les Diables noirs, paru le 6 janvier 2010 ; - Tome 27 : But en or, paru le 3 mars 2010 ; - Tome 28 : La Coupe du monde, paru le 2 juin 2010 ; - Tome 29 : Contre-attaque, paru le 18 août 2010 ; - Tome 30 : Un coach pour les Bleus, paru le 8 septembre 2010 ; - Tome 31 : Fair-play, paru le 10 novembre 2010 ; - Tome 32 : Sur la touche, paru le 9 février 2011 ; - Tome 33 : Les Pharaons du Nil, paru le 30 mars 2011 ; - Tome 34 : La Relève, paru le 14 septembre 2011 ; - Tome 35 : La Coupe d'Europe, paru le 16 mai 2012. |

#### Série secondaire:L'Histoire des Bleus
- Tome 1 : Tag et Samira, paru le 18 juin 2008[32] ;
- Tome 2 : Gabriel et les TekNo, paru le 13 août 2008[32] ;
- Tome 3 : Jérémy et Éloïse, paru le 17 septembre 2008[32].

### Bandes dessinées
Entre 2006 et 2014, Soleil Productions publie vingt albums basés sur des épisodes de la série. Parallèlement, l'éditeur commercialise diverses compilations.

#### Série principale
1. Premier match, paru le 26 avril 2006[33] ;
2. Une fille dans les buts, paru le 25 juillet 2006[33] ;
3. Les Dragons de Shanghai, paru le 25 octobre 2006[33] ;
4. Les Ennemis de l'ombre, paru le 21 février 2007[33] ;
5. En route vers la victoire, paru le 20 juin 2007[33] ;
6. La Finale, paru le 21 novembre 2007[33] ;
7. Les Nouveaux Bleus, paru le 23 avril 2008[33] ;
8. Dakar, paru le 24 septembre 2008[33] ;
9. Les Ours blancs, paru le 25 février 2009[33] ;
10. Les Diables noirs, paru le 24 juin 2009[33] ;
11. Coups bas, paru le 14 octobre 2009[33] ;
12. L'Affrontement final, paru le 24 février 2010[33] ;
13. Le Nouveau mondial, paru le 26 mai 2010[33] ;
14. Mi-temps : allez les Bleus, également paru le 26 mai 2010[33] ;
15. Changements, paru le 27 octobre 2010[33] ;
16. Toujours plus d'épreuves, paru le 23 mars 2011[33] ;
17. L'Esprit d'équipe, paru le 21 septembre 2011[33] ;
18. Peur de se perdre, paru le 22 février 2012[33] ;
19. Les Bleus pour toujours, paru le 17 octobre 2012[33] ;
20. Un mondial au Brésil, paru le 21 mai 2014[33].

#### Compilations
1. Premier match / Une fille dans les buts, compilation des deux premiers albums, paru en juillet 2007[33] ;
2. En route vers la victoire / La Finale, compilation du cinquième et sixième albums, paru en août 2008[33] ;
3. Prolongations, compilation de différentes histoires inédites, paru le 25 août 2009[33] ;
4. Morceaux choisis !, compilation de planches issues de différents albums, paru le 1er juin 2010[33].

### Albums

#### Foot 2 rue
L'album Foot 2 rue, édité par France Télévisions Distribution, contient onze titres et est sorti le 18 avril 2006.
| No  | Titre                        | Interprète(s)          | Durée |
| --- | ---------------------------- | ---------------------- | ----- |
| 1.  | Foot 2 rue (Street Football) | Akhenaton              |       |
| 2.  | Lève-toi et marque           | Stomy Bugsy            |       |
| 3.  | Pousse le ballon             | Jacky et Ben-J         |       |
| 4.  | Street Football              | China Moses et Neï-Man |       |
| 5.  | Football Callejero           | O'Clan                 |       |
| 6.  | Le foot de rue               | Téo Vidigal            |       |
| 7.  | Quand tu me laisses là       | Maty et Eric           |       |
| 8.  | Mouiller le maillot          | Soundkaïl              |       |
| 9.  | Comme un rêve                | Alakyn et Shaheen      |       |
| 10. | Le match                     | Eska Crew              |       |
| 11. | Street medley                | Fabrizio Sirotti       |       |

#### Génération Foot 2 rue
L'album Génération Foot 2 rue, également édité par France Télévisions Distribution, contient huit titres et est sorti le 4 février 2008.
| No | Titre                   | Interprète(s)                          | Durée |
| -- | ----------------------- | -------------------------------------- | ----- |
| 1. | Génération Foot 2 rue   | Téo Vidigal et Les enfants de la balle |       |
| 2. | Ose le pas              | Gaoussou et Shana                      |       |
| 3. | Où est ton territoire ? | Bad Myky                               |       |
| 4. | Super girls             | Laura                                  |       |
| 5. | Trop street             | Téo Vidigal                            |       |
| 6. | Nouveau quartier        | Buldoz                                 |       |
| 7. | J'ai grandi             | Sahra et Shana                         |       |
| 8. | O.P                     | Lil Samba                              |       |

#### Best of Foot 2 rue
L'album Best of Foot 2 rue contient douze titres et est sorti le 5 avril 2010.
| No  | Titre                   | Interprète(s)                          | Durée |
| --- | ----------------------- | -------------------------------------- | ----- |
| 1.  | Foot 2 rue              | Kool Shen                              |       |
| 2.  | Street Football         | Akhenaton                              |       |
| 3.  | Lève-toi et marque      | Stomy Bugsy                            |       |
| 4.  | Street Football         | China et Neï-Man                       |       |
| 5.  | Le foot de rue          | Téo Vigidal                            |       |
| 6.  | Football Callejero      | O'Clan                                 |       |
| 7.  | Génération Foot 2 rue   | Téo Vidigal et Les enfants de la balle |       |
| 8.  | Où est ton territoire ? | Bad Myky                               |       |
| 9.  | Ose le pas              | Gaoussou et Shana                      |       |
| 10. | Nouveau quartier        | Buldoz                                 |       |
| 11. | Super girls             | Laura                                  |       |
| 12. | O.P                     | Lil Samba                              |       |